# Luis Fernando Peña
Luis Fernando Peña (Ciudad de México, México; 27 de septiembre de 1982) es un actor mexicano, nominado en tres ocasiones al premio Ariel, considerado como uno de los histriones más prometedores de su generación. Constantemente participa en labores altruistas. Ha participado en importantes telenovelas como Clase 406, A que no me dejas, Teresa, Mentir para vivir, El color de la pasión, entre otras. Es conocido por protagonizar la película Amar te duele.

## Biografía
Luis Fernando Peña nació en la Ciudad de México el 27 de septiembre de 1982. Cuando estudiaba la secundaria, participó en un concurso con una obra de teatro, allí se interesan por él para hacer audiciones. Estudió Diseño y Comunicación Visual en UGM Campus Circunvalación, de la mano de su profesor Gustavo Coria. De ese encuentro salió su participación en la conocida empresa Grupo Zaimo Publicidad ubicada en la ciudad de Orizaba, Veracruz, para después conseguir su papel para la película Un embrujo (1998) de Carlos Carrera. Enseguida continuó sus estudios en los talleres de actuación del Instituto Nacional de Bellas Artes.
El año 2001 fue decisivo para el actor, debido a que participó con éxito en dos cintas por las que la crítica lo reconoce: Perfume de violetas y De la calle, su primer protagónico en cine, al lado de Maya Zapata; por las dos películas recibió nominación al Ariel. Posteriormente, el cineasta Fernando Sariñana lo invitó a protagonizar junto a Martha Higareda en Amar te duele (2002), cinta que lo catapultó a la fama y le permitió obtener reconocimientos por su actuación en México y Europa. Aprovechando el éxito que había tenido con su personaje, el productor Pedro Damián lo invitó a formar parte de su telenovela juvenil Clase 406 (2003), como uno de los personajes principales.
A pesar del éxito de Amar te duele, Luis Fernando recibió pocas oportunidades para demostrar su calidad actoral. Tuvo proyectos que fueron directamente a video, como La sorpresa (2008), que lo reunía nuevamente con Maya Zapata y Armando Hernández, con quienes trabajo en De la calle (2001), o Traficantes de sueños (Sleep dealer) (2008), cinta futurista que no obtuvo el éxito en taquilla esperado a pesar de haber ganado premios en el Festival de Cine de Berlín y el de Sundance. Aunque también trabajó en cintas que gozan de cierto prestigio como Desierto adentro (2008), Victorio (2008), Sin nombre (2009) y Crónicas chilangas (2009).    
Ha participado en diferentes videos musicales con grupos como Río Roma, CNCO, con Alejandro Sanz, Salón Victoria y Ricardo Valencia entre otros.  
Peña ha actuado también en teatro, en puestas en escena como Cash (2011) y 12 hombres en pugna (2013); además de series de televisión y telenovelas, entre las que destacan Fuego en la sangre (2008), Teresa (2010-2011), Mentir para vivir (2013), El color de la pasión (2014) y A que no me dejas (2015-2016). También incursionó como actor en el proyecto Microteatro México con la obra El Periodista (2013) bajo la dirección de Alejandro Ramírez.
Luis Fernando Peña está casado con Ally Noris desde el año 2022, formando así una familia con sus 3 hijos (2 niñas y 1 niño), además ambos inauguraron su propia marca llamada Palpito en el 2021.

## Filmografía

### Cine
- ¡Basta! (2024)
- Motel se divirtieron(2024)
- ¡Que viva tu M...... (2023) ... Hilario[4]
- Tigres (2020)
- Perdida (2019)
- Tratante de blancas (2017) - Rodolfo Monrreal
- El shaka (2012)
- El Buchón (2012)
- por tus préstamos  sign S (2017)
- El Sacristán (201 (2015)
- La P..... perfecta (2014)
- Mujeres Maras (2012)
- Por tu culpa (2012)
- Las armas del alba (2013)
- Amor alado ferretiang visa (2013)
- Suave patria (2012)
- A cada santo tiene su hora (2012)
- La Bulldog (2010)
- Destino mara (2010) (Videohome)
- Crónicas reales (2009)
- Sin nombre (2009)
- ¡Vámonos a la revolución! (2008) (Cortometraje)
- Victorio (2008)
- Desierto de la muerte (2008)
- Sleep dealer / Traficantes de sueños (2008)
- La sorpresa (2007) (Videohome)
- Corazón marchito (2007)
- El último silencio (2007) (Videohome)
- La vulka (2004) (Cortometraje en video)
- Bagazo (2003) (Videohome)
- Contratiempo (2003)
- Corazón marchito
- Desierto Adentro (2008)
- Amar te duele (2002) - Ulises
- De la calle vuela vuela (2001) - Rufino
- Perfume de violetas  (2001) - Jorge
- Brisa de Navidad (1999)
- Quiero ser (1999)
- Un embrujo (1998)

### Telenovelas
- Mi secreto (2022-2023) ... Joaquín Carvajal
- Médicos, línea de vida (2019) ... Leonardo
- Sin miedo a la verdad (2019) ... Juan David
- Run Coyote Run (2018) ... Reverendo
- Educando a Nina (2018) ... Beto
- Caer en tentación (2017-2018) ... Agustín
- El Chapo (2017) ... Armando 'Rayo' López
- El César (2017) ... Macho Camacho
- Drunk History: E lado borroso de la historia (2017) ...
- A que no me dejas (2015-2016) ... Luis Alberto López "Beto"
- El color de la pasión (2014) ... Ruperto
- Mentir para vivir (2013) ... Eliseo
- Teresa (2010-2011) ... Juan Antonio "Johnny" Gómez
- Fuego en la sangre (2008) ... Rigoberto
- Código postal (2006-2007) ... Nacom Balam
- Clase 406 (2003) ... Pedro Martínez Guevara 'El Gato'

### Teleseries
- Rosario Tijeras (2025) - El Papi
- MasterChef Celebrity México (2025) - Concursante[5]
- Cada minuto cuenta (2024) ... Pepín[6]
- Está libre (2024) ... Invitado[7]
- Pinches momias (2023) ... Calderón[8]
- Un día para vivir (2023) ... Chucho (Ep. Pasión)
- El príncipe del barrio (2023-2024) ... Comandante Manrique[9] [10]
- El Junior: El Mirrey de los Capos (2023) ... Chalino[11]
- Contra las cuerdas (2023) ... Esposo de Josefina[12]
- Las estrellas bailan en Hoy (2022) ... Ganador[13]
- La flor más bella (2022) ... Fer[14]
- Mujeres asesinas (2022) ... Gabino - Episodio: "La insomne" [15][16][17]
- Harina (2022-2023) ... Martín Trujillo[18]
- Todos a bailar (2021) ... Concursante[19]
- Se rentan cuartos (2021)
- Más noche (2021)
- El desconocido: La historia del Cholo Adrián (6 episodios, 2017) ... Aquiles
- Nosotros los guapos
- Como dice el dicho (4 episodios, 2012-2014) ... Esteban / Fabián / Carlos
- El encanto del águila  (1 episodio, 2011) ... Genovevo de la O
- María de Todos los Ángeles
- Gritos de muerte y libertad (2 episodios, 2010) ... Capitán Insurgente
- Locas de amor (2009) ... Carlos
- Ellas son... la alegría del hogar (2009) ... Hilario
- Lo que callamos las mujeres (2001)
- Vecinos (1 episodio, 2006) ... Darketo
- Mujer, casos de la vida real (3 episodios, 2004-2005)
- El diván de Valentina (10 episodios, 2002-2004)

### Teatro
- Cash (2011)
- El periodista (2013)
- El machete
- El Llano en llamas
- Caos
- Cuesta caro
- Sin memoria
- Enredo de tarea
- Máquina de escribir
- "3:33"
- Somos
- 12 hombres en pugna
- Nosotros en la final
- Secuestro (2020-2022)
- Payaso (2022) ... Dirección

### Vídeos musicales
- "Si tú boquita fuera" - Salón Victoria
- "Princesa" - Río Roma ft. CNCO (2017)

## Reconocimientos

### Premios Ariel
| Año  | Categoría             | Película            | Resultado |
| ---- | --------------------- | ------------------- | --------- |
| 2001 | Coactuación masculina | Perfume de violetas | Nominado  |
| 2002 | Actor                 | De la calle         | Nominado  |
| 2003 | Actor                 | Amarte duele        | Nominado  |

### Diosa de Plata PECIME
| Año  | Categoría | Película    | Resultado |
| ---- | --------- | ----------- | --------- |
| 2002 | Actor     | De la calle | Ganador   |

### Sol de oro, Festival de Biarritz de Cine y Cultura de América Latina,Francia
| Año  | Categoría                | Película     | Resultado |
| ---- | ------------------------ | ------------ | --------- |
| 2003 | Interpretación masculina | Amarte duele | Ganador   |

### Festival Internacional del Filme de Amor (Mons,Bélgica)
| Año  | Categoría | Película     | Resultado |
| ---- | --------- | ------------ | --------- |
| 2004 | Actor     | Amarte duele | Ganador   |

### Mayahuel de oro, XVI Muestra de Cine Mexicano en Guadalajara
| Año  | Categoría | Película    | Resultado |
| ---- | --------- | ----------- | --------- |
| 2001 | Actor     | De la calle | Ganador   |

### El Heraldo de México
| Año  | Categoría | Película    | Resultado |
| ---- | --------- | ----------- | --------- |
| 2002 | Actor     | De la calle | Ganador   |

### MTV Movie Awards México
| Año  | Categoría      | Película     | Resultado                     |
| ---- | -------------- | ------------ | ----------------------------- |
| 2002 | Mejor beso     | De la calle  | Nominado, junto a Maya Zapata |
| 2003 | Actor favorito | Amarte duele | Nominado                      |

### Premios Bravo
| Año  | Categoría                 | Programa           | Resultado |
| ---- | ------------------------- | ------------------ | --------- |
| 2012 | Mejor actuación masculina | Como dice el dicho | Nominado  |